# Sedile (veicoli stradali)

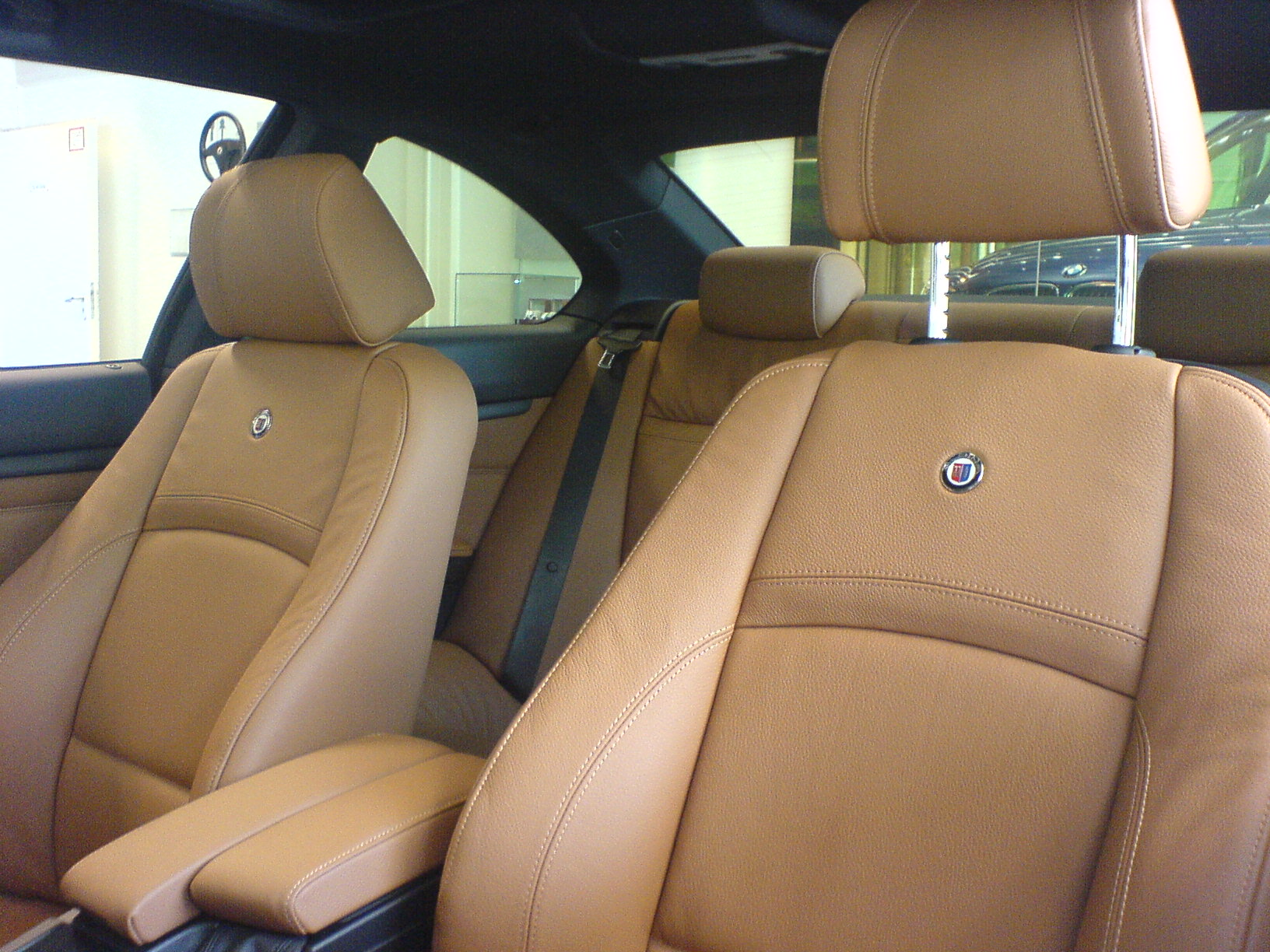
Sedili di tipo automobilistico su una BMW Alpina

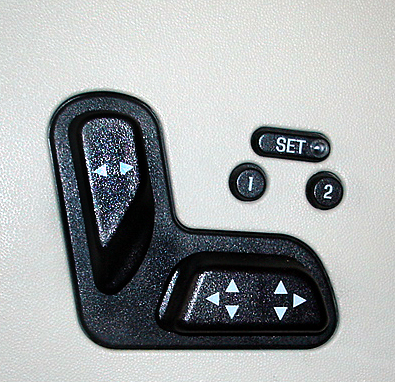
I comandi di sedili elettrici su una Lincoln Town Car

Il sedile automobilistico è una struttura che permette al conducente ed ai passeggeri di un veicolo stradale di sedersi. 

## Ergonomia e sicurezza
Da un punto di vista ergonomico, una parte importante del sedile è quella su cui appoggia la zona lombare del passeggero, cioè quella regione del corpo umano compresa tra il diaframma ed il bacino. Sono disponibili dei congegni meccanici che variano la forma di questa zona del sedile, adattandola al profilo della regione lombare del passeggero e consentendo quindi il massimo comfort. Inoltre, alcuni sedili sono abbastanza lunghi da sorreggere interamente le cosce dei passeggeri.
Sulle automobili sono disponibili dei seggiolini speciali per il trasporto dei bambini. Sono necessari per garantire la sicurezza degli infanti, che viene assicurata dalla particolare struttura dei seggiolini e dalla presenza di briglie, la cui funzione principale è trattenere i bambini, soprattutto nell'eventualità di un incidente. 
Molti sedili montati sulle automobili possiedono un particolare profilo del bordo anteriore che riduce la tendenza dell'occupante a scivolare sotto le cinture di sicurezza in caso d'impatto frontale. Questo tipo di sedili è più utile per i passeggeri anteriori. 

## Tipi di sedili
Ci sono due tipi di sedili, a divanetto o singoli. I primi hanno una struttura piatta che può accogliere più passeggeri affiancati, mentre la seconda ha un disegno più avvolgente e può ospitare un solo passeggero. I sedili a divanetto sono installati per accogliere i passeggeri posteriori di un'automobile, oppure sono utilizzati nella cabina degli autocarri, mentre i sedili singoli sono montati, per esempio, per i passeggeri anteriori di un'autovettura.

## Sedili elettrici
Nelle automobili adeguatamente accessoriate, i sedili e gli specchietti retrovisori possono essere regolati automaticamente tramite un sistema elettronico. In alcuni casi è presente un sistema di memorizzazione delle posizioni dei sedili che possono essere richiamate schiacciando un bottone. Questo permette ai passeggeri differenti che siedono solitamente sul sedile di memorizzare le posizioni per loro ottimali, oppure al passeggero singolo di registrare varie configurazioni.